# Emmett Leslie Bennett
Emmett Leslie Bennett, Jr. (* 12. Juli 1918 in St Paul, Minnesota; † 15. Dezember 2011 in Madison, Wisconsin) war ein US-amerikanischer Altphilologe und Mykenologe.

## Leben
Der Sohn von Emmett Bennett Sr and Mary Buzzelle Bennett wuchs in Ohio auf. Er studierte Classics am McMicken College of Arts and Sciences der University of Cincinnati. Den B.A. erwarb er dort 1939, den M.A. 1941. Anschließend begann er ein Promotionsstudium. Einer seiner Lehrer war der Archäologe Carl Blegen, der 1939 bei den Ausgrabungen in Pylos eine Reihe von Tontäfelchen entdeckt hatte, die in Linear B beschriftet waren. Während des Zweiten Weltkriegs, von 1942 bis 1945, arbeitete Bennett als Kryptologe an der Decodierung chiffrierter japanischer Nachrichten für das War Department in Washington, D.C., obwohl er kein Japanisch beherrschte. Nach dem Zweiten Weltkrieg kehrte er an seine Universität zurück und setzte sein Studium fort. Blegen beauftragte seinen Schüler mit der Entzifferung, Erschließung und Veröffentlichung der Linear B-Täfelchen. Zusammen mit Alice Kober erstellte er einen Katalog der 80 Schriftzeichen, die zu diesem Zeitpunkt in der von Arthur Evans im Jahr 1900 entdeckten, jedoch nicht entschlüsselten Linear B-Schrift bekannt waren. 1947 wurde er mit einer Dissertation zum Thema The Minoan Linear Script from Pylos promoviert. Im selben Jahr erhielt er eine Anstellung an der Yale University, 1958 wechselte er an die University of Texas at Austin, 1959 an die University of Wisconsin–Madison, an der er beinahe drei Jahrzehnte lang blieb, bis er 1988 emeritiert wurde. Von 1978 bis 1988 war er dort Moses Slaughter Professor of Classics.
Die Entzifferung, Erschließung und Veröffentlichung der Linear B-Schrift sollte Bennetts Lebensaufgabe werden. Grundlegende Ergebnisse stellen die maßgeblichen, wenn auch inzwischen von John Chadwick und anderen überarbeiteten Editionen der Linear B-Täfelchen aus Pylos, Mykene und Knossos dar. Im Zuge der Entzifferung entwickelte Bennett eine solche Kenntnis der Schriftzeichen, dass er die Handschriften der einzelnen Schreiber ohne Mühe unterscheiden konnte. Die Vorarbeiten von Emmett Bennett und Alice Kober ermöglichten schließlich Michael Ventris, mit dem Bennett in den letzten beiden Jahren vor dessen Tod zusammenarbeitete, und John Chadwick 1952 die Entzifferung der Schrift. Auf der Wingspread Conference 1961 wurde die sogenannte Wingspread Convention zur Darstellung und Bezeichnung der inzwischen etwa 200 Zeichen angenommen, die hauptsächlich auf Bennett zurückgeht; sie wurde schließlich vom Comité International Permanent des Études Mycéniennes (CIPEM) übernommen.
Bennett gründete 1957 das monatlich erscheinende Periodikum Nestor, das bibliographische Angaben und Miszellen zunächst zur Mykenologie, dann auch zur Vor- und Frühgeschichte der Ägäis, zur Homerischen Gesellschaft und zur Indogermanischen Sprachwissenschaft versammelt und das er bis 1978 selbst herausgab. Er war außerdem Mitglied des editorial board des Fachorgans Kadmos. Zeitschrift für vor- und frühgriechische Epigraphik.
Bennett war Ehrenmitglied der Archäologischen Gesellschaft in Athen. Die Republik Griechenland verlieh ihm 1991 das Großkreuz des Ordens der Ehre (Τάγμα της Τιμής). Für herausragende Beiträge auf dem Gebiet der Archäologie, das heißt, für seine Arbeit an der Katalogisierung der Linear B-Texte und seine Beiträge zur Entwicklung der mykenologischen Forschung erhielt Bennett 2001 die Gold Medal of the Archaeological Institute of America.
Einer seiner Schüler ist Thomas G. Palaima, Direktor des Department of Classics der University of Texas, durch deren Program in Aegean Scripts and Prehistory Bennetts Nachlass erworben, katalogisiert, geordnet und der Öffentlichkeit über eine Website zur Verfügung gestellt wurde.

## Schriften (Auswahl)
Texteditionen
- The Pylos Tablets. A Preliminary Transcription. Princeton University Press, Princeton 1951.
  - The Pylos Tablets. Texts of the inscriptions found 1939–1954. Princeton University Press, Princeton 1956. – Rez. von: Leonard Robert Palmer, in: Gnomon 29, 1957, 113–117.
  - mit Jean-Pierre Olivier: The Pylos Tablets Transcribed. Band 1: Text and notes; Band 2: Hands, concordances, indices. Ed. dell’Ateneo, Rom 1973, 1976.

- The Mycenae Tablets. With an Introduction by Alan B. Wace. In: Proceedings of the American Philological Society 97.4, 1953, 422–470, (online).
  - The Mycenae Tablets II. With an Introduction by Alan B. Wace and Elizabeth B. Wace. Translations and Commentary by John Chadwick. In: Transactions of the American Philological Society 48.1, 1958. – Rez. von: Leonard Robert Palmer, in: Gnomon 31, 1959, 429–433.

- mit John Chadwick, Michael Ventris: The Knossos Tablets. A revised transliteration of all the texts in Mycenaean Greek recoverable from Evans' excavations of 1900–1904 based on independent examination. London 1956 (Bulletin of the Institute of Classical Studies Supplementary Papers 2) – Rez. von: Leonard Robert Palmer, in: Gnomon 29, 1957, 113–117.
  - mit John Chadwick, Michael Ventris: The Knossos Tablets. A revised transliteration of all the texts in Mycenaean Greek recoverable from Evans' excavations of 1900–1904 based on independent examination. Second edition with corrections and additions by John Chadwick with the assistance of Fred W. Householder Jr. London 1959 (Bulletin of the Institute of Classical Studies Supplement no. 7) – Rez. von: Joshua Whatmough, in: Classical Philology 57, 1962, 244–246.

Weitere mykenologische Publikationen
- The Minoan Linear Script from Pylos. Dissertation, University of Cincinnati 1947.
- A Minoan Linear B index. New Haven 1953. – Rez. von: Michael Ventris, in: The Antiquaries Journal 35, 1955, 95.
- (Hrsg.): Mycenaean studies. Proceedings of the Third International Colloquium for Mycenaean Studies held at „Wingspread,“ 4–8 September 1961. University of Wisconsin Press, Minnesota 1964 – Rez. von Leonard R. Palmer, in: Language 41, 1965, 312–329, (JSTOR).

Sonstiges
- Paul MacKendrick (Hrsg.): The Speeches of Cicero: Context, Law, Rhetoric. With the technical assistance of Emmett L. Bennett. Duckworth, London 1995. – Rez. von: Christopher P. Craig, in: Vergilius 41, 1995, 145–149.